# Damian McKenzie
Damian Sinclair McKenzie (Invercargill, 20 de abril de 1995) es un jugador neozelandés de rugby que se desempeña principalmente como fullback.

## Carrera
Debutó en 2014 con la Waikato Rugby Union y continua en este equipo con quien disputa la Mitre 10 Cup, la competición local de su país. Desde 2015 es miembro de los Chiefs, una de las franquicias neozelandesas que disputa el Super Rugby.
En julio de 2017 la prensa británica comunicó que McKenzie estaría por ser fichado por los Leicester Tigers. La decisión del jugador de abandonar la liga de su país y por lo tanto renunciar a su seleccionado, se debería a que no fue convocado durante todo el corriente año. 
Pero no aceptó esa oferta al ser seleccionado para jugar como fullback de los all Blacks el 19 de agosto para el rugby championship contra la selección de Australia. 
En este partido Damian McKenzie tuvo un desempeño implacable.

## Selección nacional
Fue convocado a los All Blacks por primera vez en octubre de 2016 para jugar ante los Pumas por el Rugby Championship.
Hasta el momento jugó 3 partidos y marcó un try.

## Palmarés
- Campeón de The Rugby Championship 2016.